# Стракарела (Бјела)
Стракарела је насеље у Италији у округу Бијела, региону Пијемонт.
Према процени из 2011. у насељу је живело 122 становника. Насеље се налази на надморској висини од 327 м.